# Hors taxes
Pour les articles homonymes, voir HT.
Cet article court présente un sujet plus développé dans : Taxe.
La valeur hors taxes  d’une marchandise, souvent abrégée HT ou H.T., est le prix de vente sans les taxes obligatoires, dont principalement la taxe sur la valeur ajoutée (T.V.A.).